# Calvin Harris
Calvin Harris (tên thật Adam Richard Wiles; 17 tháng 1 năm 1984) là DJ, ca sĩ, người viết bài hát và nhà sản xuất thu âm người Scotland.
Album phòng thu đầu tay của Calvin, I Created Disco, được phát hành vào năm 2007 và tạo ra hai bản hit top 10 cho anh ấy là "Acceptable in the 80s" và "The Girls". Vào 2009, Harris phát hành album phòng thu thứ hai mang tên Ready for the Weekend, mở đầu tại vị trí số 1 tại UK Albums Chart nhận được một đĩa bạch kim từ British Phonographic Industry sau 3 tháng sau khi phát hành. Đĩa đơn ở đầu cho album trên, "I'm Not Alone", trở thành đĩa đơn đứng đầu đầu tiên của Calvin Harris tại UK Singles Chart.
Harris trở nên nổi tiếng toàn thế giới với album phòng thu thứ 3 vào năm 2012, 18 Months. Đứng đầu tại Anh, album trở thành album đầu tiên của Calvin Harris có mặt trên bảng xếp hạng Billboard 200 của Hoa Kỳ tại vị trí thứ 19. Cả tám đĩa đơn từ album bao gồm; "Bounce", "Let's Go", "We'll Be Coming Back", "Sweet Nothing", "Drinking from the Bottle", "I Need Your Love", "Thinking About You" và "Feel So Close", cùng với bản hit hợp tác với Rihanna  "We Found Love" đều đứng đến top 10 của bảng xếp hạng UK Singles Chart, giúp anh trở thành nghệ sĩ đầu tiên làm được điều này, phá vỡ kỷ lục trước đó của ông hoàng nhạc Pop Michael Jackson với album Bad (1987;7 đĩa đơn) và Dangerous (1991;7 đĩa đơn).
Album phòng thu thứ tư của Harris, Motion, được phát hành tháng 10 năm 2014. Nó đạt cao nhất vị trí thứ hai trên bảng xếp hạng UK Albums Chart và thứ năm trên bảng xếp hạng US Billboard 200. Album bao gồm các đĩa đơn quán quân tại Anh Quốc "Under Control", "Summer" và "Blame", cũng như đĩa đơn top 10 "Outside".
Năm 2016, anh tiếp tục hợp tác với nữ ca sĩ da màu  Rihanna cho ra sản phẩm This Is What You Came For.Nhạc phẩm ngay khi ra mắt đã đứng thứ 2 trên bảng xếp hạng âm nhạc Singles Chart của Anh, và đứng thứ 3 trên bảng xếp hạng Billboard Hot 100 của Mỹ. Hiện tại, đây được xem là ca khúc đạt những thứ hạng cao nhất trong sự nghiệp sáng tác và sản xuất âm nhạc của Calvin Harris. Tiếp theo là Sản phẩm "My Way" đây là sản phẩm thứ 3 mà anh góp giọng. Tại Hoa Kỳ, "My Way" khởi đầu lọt vào vị trí thứ 24 trên bảng xếp hạng Billboard Hot 100 trong số ngày 8 tháng 10 năm 2016. Đĩa đơn mở đầu tại vị trí thứ 4 trên Digital Songs với 53.000 lượt tải, và tại vị trí thứ 45 trên Streaming Songs với 6 triệu lượt stream tại Hoa Kỳ trong tuần đầu tiên. Trên Radio Songs, nó khởi đầu tại vị trí 46 sau tuần đầu tiên (27 triệu người nghe).
Năm 2017 Calvin Harris chính thức ra mắt Album "Funk Wav Bounces Vol. 1" mang màu sắc mùa hè.
Album "Funk Wav Bounces Vol. 1″ được ra mắt vào ngày 30/6/2017,  đánh dấu sự trở lại của Calvin Harris trong sự nghiệp âm nhạc – kể từ sau khi anh ra mắt album "Motion" vào năm 2014 vừa qua.

Nổi bật nhất là sản phẩm "Feels" với sự góp mặt của loạt tên tuổi đình đám: Katy Perry, Pharrell Williams và Big Sean.
1. ↑  “Calvin Harris: How the non-dancing, foul-mouthed, anti-social apricot became the 'Caledonian Justin Timberlake'”. The Independent. Independent News & Media. ngày 2 tháng 8 năm 2009. Truy cập ngày 2 tháng 8 năm 2009.
2. ↑  “Calvin Harris Biography”. starpulse.com. Bản gốc lưu trữ ngày 18 tháng 1 năm 2012. Truy cập ngày 16 tháng 1 năm 2009.